# Symphonaire Infernus Et Spera Empyrium
Symphonaire Infernus Et Spera Empyrium è il secondo EP della Doom metal band inglese My Dying Bride. Il disco fu realizzato solo alcuni mesi dopo la firma del contratto con la Peaceville Records e venne realizzato anche in vinile e audiocassetta.
Il lavoro segnò l'ingresso ufficiale nel gruppo del bassista Adrian Jackson.

## Tracce

### CD
1. "Symphonaire Infernus Et Spera Empyrium"  - 11:39
2. "God Is Alone"  - 4:51
3. "De Sade Soliloquay"  - 3:42

### Vinile
1. Symphonaire Infernus Et Spera Empyrium Act 1
2. Symphonaire Infernus Et Spera Empyrium Act 2

### Cassetta
1. Symphonaire Infernus Et Spera Empyrium  - 11:39
2. God Is Alone  - 4:51
3. De Sade Soliloquay  - 3:42

## Formazione
- Aaron Stainthorpe - voce
- Andrew Craighan - chitarra
- Calvin Robertshaw - chitarra
- Adrian Jackson - basso
- Rick Miah - batteria
- Martin Powell - violino